# Tschermoschnoi (Fatesch)
Tschermoschnoi (russisch Чермошной) ist eine Siedlung (ländlichen Typs) in der Oblast Kursk in Russland. Sie gehört zum Rajon Fatesch und ist Sitz der Landgemeinde (selskoje posselenije) Baninski selsowjet.

## Geographie
Der Ort liegt gut 49 km Luftlinie nordwestlich des Oblastverwaltungszentrums Kursk im südwestlichen Teil der Mittelrussischen Platte, 4 km nördlich des Rajonverwaltungszentrums Fatesch, 104 km von der Grenze zwischen Russland und der Ukraine, im Becken der Ussoscha (linker Nebenfluss der Swapa im Becken des Seim).

### Klima
Das Klima im Ort ist wie im Rest des Rajons kalt und gemäßigt. Es gibt während des Jahres eine erhebliche Niederschlagsmenge. Dfb lautet die Klassifikation des Klimas nach Köppen und Geiger.

## Bevölkerungsentwicklung
| Jahr | Einwohner |
| ---- | --------- |
| 2002 | 309       |
| 2010 | 286       |

Anmerkung: Volkszählungsdaten

## Verkehr
Tschermoschnoi liegt an der Fernstraße föderaler Bedeutung M2 „Krim“ als Teil der Europastraße E105, 3 km von der Straße regionaler Bedeutung 38K-038 (Fatesch – Dmitrijew), an der Straße interkommunaler Bedeutung 38N-233 (M2 „Krim“ – 1. Banino) und 30 km vom nächsten Bahnhof Wosy (Eisenbahnstrecke Orjol – Kursk) entfernt.
Der Ort liegt 170 km vom internationalen Flughafen von Belgorod entfernt.